# 欣斯代爾 (蒙大拿州)
欣斯代爾（英語：Hinsdale）是位於美國蒙大拿州瓦利縣的普查規定居民點。

## 歷史
欣斯代爾的郵局於1891年設立，1893年關閉後又於翌年重啟，營運至今。

## 人口
根據2020年美國人口普查的數據，欣斯代爾的面積為17.25平方千米，當中陸地面積為16.75平方千米，而水域面積為0.50平方千米。當地共有人口193人，而人口密度為每平方千米11.19人。